# Maronitská eparchie Panny Marie Libanonské v Los Angeles
Maronitská eparchie Panny Marie Libanonské v Los Angeles (anglicky Maronite Catholic Eparchy of Our Lady of Lebanon of Los Angeles) je eparchie maronitské katolické círve se sídlem v Los Angeles, kde se nachází katedrála P. Marie Libanonské a sv. Petra a v tradičním centru maronitů, Missouri, kde se nacházíkonkatedrála sv. Rajmunda v St. Louis. Eparchie je bezprostředně podřízena Svatému Stolci a pod její jurisdikci spadají všichni maronité na západě a v centru USA.

## Historie
Eparchie byla zřízena 19. února 1994 bulou Omnium Catholicorum papeže Jana Pavla II. jako druhá eparchie pro maronity v USA, a to z teritoria brooklynské eparchie.

## Seznam eparchů
- John George Chedid (1994–2000)
- Robert Joseph Shaheen (2000–2013)
- Abdallah Elias Zaidan, C.M.L. (od 2013)